# Die Welt ist nicht genug (Computerspiel)
Die Welt ist nicht genug (Originaltitel: The World Is Not Enough) ist ein im Jahr 2000 veröffentlichter Ego-Shooter, welcher auf dem James-Bond-Film Die Welt ist nicht genug basiert.

## Handlung
Das Spiel orientiert sich bis auf wenige Details an der Handlung des Films.

## Nintendo 64
- James Bond beginnt in der Schweizer Industriebank in Spanien und muss den Geldkoffer finden und entfliehen. Das MI-6 Hauptquartier wird überfallen und M's alter Freund Sir Robert King wird per Bombe ermordet. Bond jagt den Killer dann durch London (im Film per Boot). Auf dem Weg muss er sogar der Polizei helfen Bomben in der U-Bahn zu deaktivieren. In Baku muss man aus Elektras Domizil schleichen und ihrem Sekretär Davidov folgen. Es folgen Level auf dem Flugfeld, dem Atomtestgelände sowie in Istanbul, wo Bond Renard und Elektra im Leanderturm das Handwerk legen muss. Der letzte Level spielt im U-Boot.

- Dieses Bond-Spiel war einer der ersten Spiele, das Sprache auf dem Nintendo 64 möglich machte. Der Benutzer musste aber im Besitz einer Speichererweiterung sein, die im vorderen Teil des Geräts ausgewechselt wurde.

## PlayStation
- Ist der N64-Version in der Handlung so weit ähnlich, bis auf dass man in Valentins Casino Baccara spielen und den Croupier besiegen muss, um einen Level weiterzukommen.

- Zwischensequenzen sind wie im Spiel Der Morgen stirbt nie mit Filmmaterial des Films ausgefüllt.

## Game Boy Color
Ähnlich der N64-Version in Sachen Handlung. Aufgrund der technischen Beschränkungen spielt man aus der Vogelperspektive.

## PlayStation 2
Für 2000/2001 war auch eine PS2 Variante geplant. Screenshots wurden in Fanzines bereits gezeigt. Die Variante kam über das Entwicklungsstadium nicht hinaus. Die Engine wurde dann für das Bond Spiel Agent im Kreuzfeuer verwendet.

## Rezeption
Die Welt ist nicht genug sei ein spannendes und amüsantes Spiel. Angesichts der technischen Möglichkeiten der PlayStation Konsole sei die Grafik gut, wenn auch nicht fehlerfrei. Die Soundeffekte seien stimmungsvoll, Leveldesign abwechslungsreich. Das Konzept als Shooter funktioniere in Kombination mit der hochkarätigen Filmlizenz gut. Auf den Nintendo 64 und der PlayStation überzeuge das Spiel technisch. Die Mischung aus offensiven Aufträgen und stillen Infiltrationen sei fesselnd. Auf der PlayStation falle negativ auf, dass Missionen sowie der Mehrspielermodus fehlen. Zudem zeige die KI der Gegner Aussetzer. Auf dem Nintendo 64 sei die richtige Taktik entscheidend, während auf der PlayStation Run and gun dominiere. In puncto Abwechslung und Ideenreichtum sei es GoldenEye 007 unterlegen.